# Najwyższa Rada Hellenów

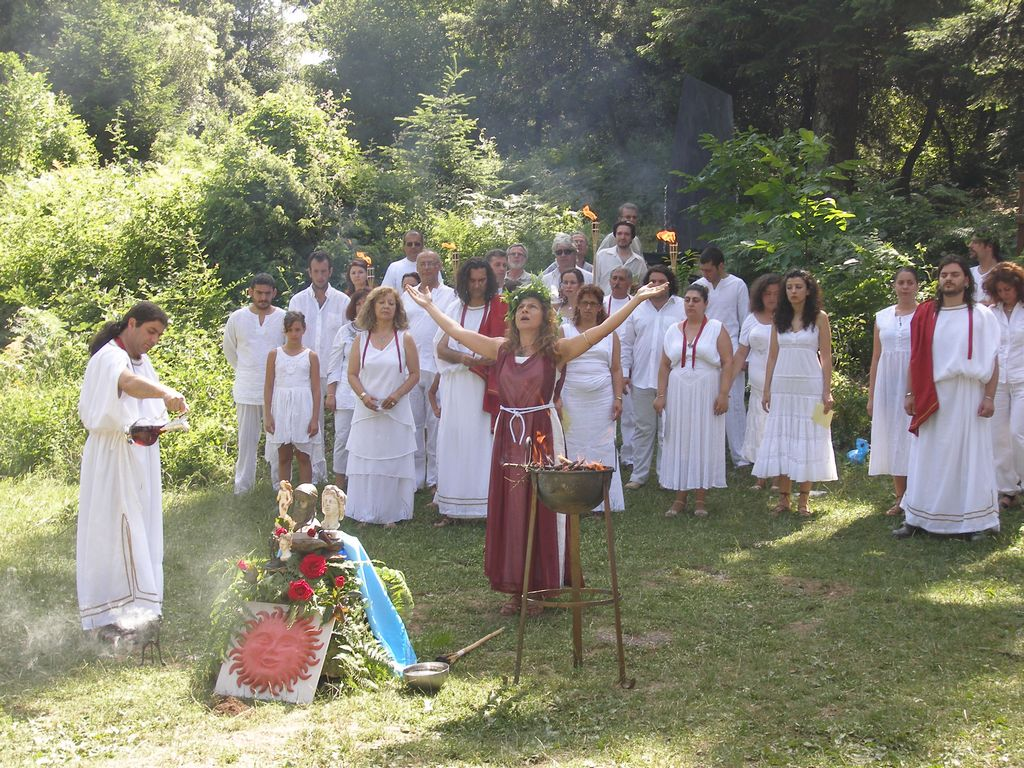
Helleński rytuał odprawiany przez członków Najwyższej Rady Hellenów

Najwyższa Rada Hellenów (gr. Το Ύπατο Συμβούλιο των Ελλήνων Εθνικών) – grecki nieoficjalny związek wyznaniowy, skupiający wyznawców wskrzeszanej religii starożytnych Greków.
Związek został założony w 1997 w Grecji, dzisiaj istnieje też kilka filii poza granicami tego kraju, między innymi w Australii i Kanadzie. Członkami Rady mogą być zarówno osoby prywatne jak też całe organizacje, gazety i stowarzyszenia (zachowujące pomimo tego wewnętrzną autonomię).
Działalność organizacji polega na wskrzeszaniu religii starożytnych Greków z zachowaniem możliwie największej zgodności z prawdą historyczną (zob. rekonstrukcjonizm). Organizowane są w tym celu starogreckie obrzędy i rytuały w miejscach dawnego, pogańskiego kultu. W 2005 r. w obchodach świąt ku czci Prometeusza na Górze Olimp wzięło udział ok. 2,5 tys. osób, co czyni te obchody największą neopogańską uroczystością na świecie. Rada wystosowała też liczne odezwy do środków masowego przekazu, mające na celu doprowadzenie do uznania jej za oficjalny związek wyznaniowy, czego konsekwentnie odmawiają władze Grecji.
Najwyższa Rada Hellenów jest członkiem założycielem Światowego Kongresu Religii Etnicznych i była gospodarzem dorocznej konferencji Kongresu w czerwcu 2004 r.